# Szabados Károly
Szabados Károly, Svoboda (Pest, 1860. január 28. – Budapest, 1892. január 24.) zongoraművész és zeneköltő, Szabados Béla zeneszerző testvérbátyja.

## Élete
Előbb Erkel Ferencnek, később pedig 1875-ig az akkor életbe lépett országos Zeneakadémiának volt tanítványa, ahol Liszt Ferenc, Volkmann Róbert és Ábrányi Kornél vezetése alatt fejezte be tanulmányait és kitűnő oklevelet nyert. Majd egy évig a kolozsvári Nemzeti Színháznál működött mint karmester, az 1880-as évek derekán pedig a Magyar Királyi Operánál a harmadik karmesteri állást foglalta el, ekkor írta legjelentősebb művét: Viora 3 felvonásos balettjét Jókai Mór egyik novellája (A tengerszem) után, mely színre került és az opera egyik kedvelt műsordarabja volt. Írt több operát, zenekari művet, dalokat, énekdarabokat és egyike volt a legkiválóbb magyar zeneíróknak.